# Iranocichla
Iranocichla ist eine artenarme, nur aus zwei beschriebenen Arten bestehende Fischgattung aus der Familie der Buntbarsche (Cichlidae). Sie kommt im südlichen Iran nördlich der Straße von Hormus vor.

## Merkmale
Iranocichla-Arten haben die typische, bullige Buntbarschgestalt der Oreochromini, bleiben mit Gesamtlängen von 7,3 bis 9,7 Zentimeter aber relativ klein. Diagnostisches Merkmal der Gattung ist der annähernd runde bezahnte Bereich auf der unteren Pharyngealia. Die Zähne in diesem Bereich sind gleich groß, die mittigen nicht größer als die äußeren. Wangen, Kiemendeckel, Isthmus, Bauch und der Bereich zwischen Brust- und Bauchflossenbasis sind nicht oder nur wenig beschuppt. Rücken- und Afterflosse sind am Ende abgerundet. Die Bauchflossen sind kurz und reichen nicht bis zum Anus. Die die Schwimmblase stützenden Apophyse sind um den vierten Wirbel zentriert.

## Arten
Es gibt zwei Arten:
- Iranocichla hormuzensis
- Iranocichla persa